# Sinkane
Sinkane (né Ahmed Abdullahi Gallab à Londres, Angleterre) est un musicien qui mélange krautrock, rock progressif, electronica, free jazz et funk rock avec la pop soudanaise.

## Biographie
Né de parents soudanais professeurs d'université à Londres, il a vécu au Soudan puis a déménagé aux États-Unis à l'âge de 5 ans.
Avant d'entreprendre une carrière solo, il a collaboré avec Eleanor Friedberger, Caribou, Of Montreal, Born Ruffians, et Yeasayer comme musicien de studio.
Ahmed Gallab est le leader directeur musical du groupe Atomic Bomb! Band qui joue la musique de la légende de l'Electro-funk nigérian William Onyeabor. Le groupe est composé de David Byrne (Talking Heads), Money Mark (Beastie Boys), Damon Albarn (Blur et Gorillaz), Dev Hynes (aka Blood Orange et Lightspeed Champion), Alexis Taylor (Hot Chip), Charles Lloyd, Amadou et Mariam, Jamie Lidell, Pharoah Sanders, Joshua Redman et beaucoup d'autres.
En 2021 le site Musica in Africa cite Sinkane parmi les 5 artistes soudanais les plus productifs, avec Dua Saleh, Gaida, Hiba Elgizouli, et Bas.

## Discographie
- 2007 - Sinisterals
- 2008 - Color Voice
- 2009 - Sinkane
- 2012 - Mars
- 2014 - Mean Love
- 2017 - Life & Livin' It
- 2019 - Dépaysé
- 2024 - We Belong